# Ottavo
Ottavo war ein Gewichts- und Getreidemaß in den Regionen, wie Nizza, Sardinien und Sizilien. In Ravenna war das Maß ein Volumenmaß. Ottavo gilt als das Achtel.
- Ravenna: 1 Ottavo = 7,1886 Liter
  - 1 Rubbio = 5 Staja = 40 Ottavi
- Nizza: 1 Ottavo = 0,19351 Lot (Preußen) = 3,23 Gramm
  - 1 Quintale = 6 Rubbi je 25 Libbre je 12 Once je 8 Ottavi je 3 Denari
- Sardinien: 1 Ottavo = 0,2305 Lot (Preußen) = 3,84  Gramm
- Sizilien: 1 Ottavo = 9,00043 Lot (Preußen) = 150,01 Gramm

Als Goldprobiergewicht in 
- Genua: 1 Ottavo = 0,09832 Lot (Preußen) = etwa 1,65 Gramm
  - 1 Libbra = 24 Carati zu je 8 Ottavi

In Bologna war es ein Silber- und Goldgewicht und betrug
- 1 Ottava = 0,22616 Lot (Preußen) = 3,77 Gramm